# Simone Évrard
 (octobre 2011).
Si vous disposez d'ouvrages ou d'articles de référence ou si vous connaissez des sites web de qualité traitant du thème abordé ici, merci de compléter l'article en donnant les références utiles à sa vérifiabilité et en les liant à la section « Notes et références ».

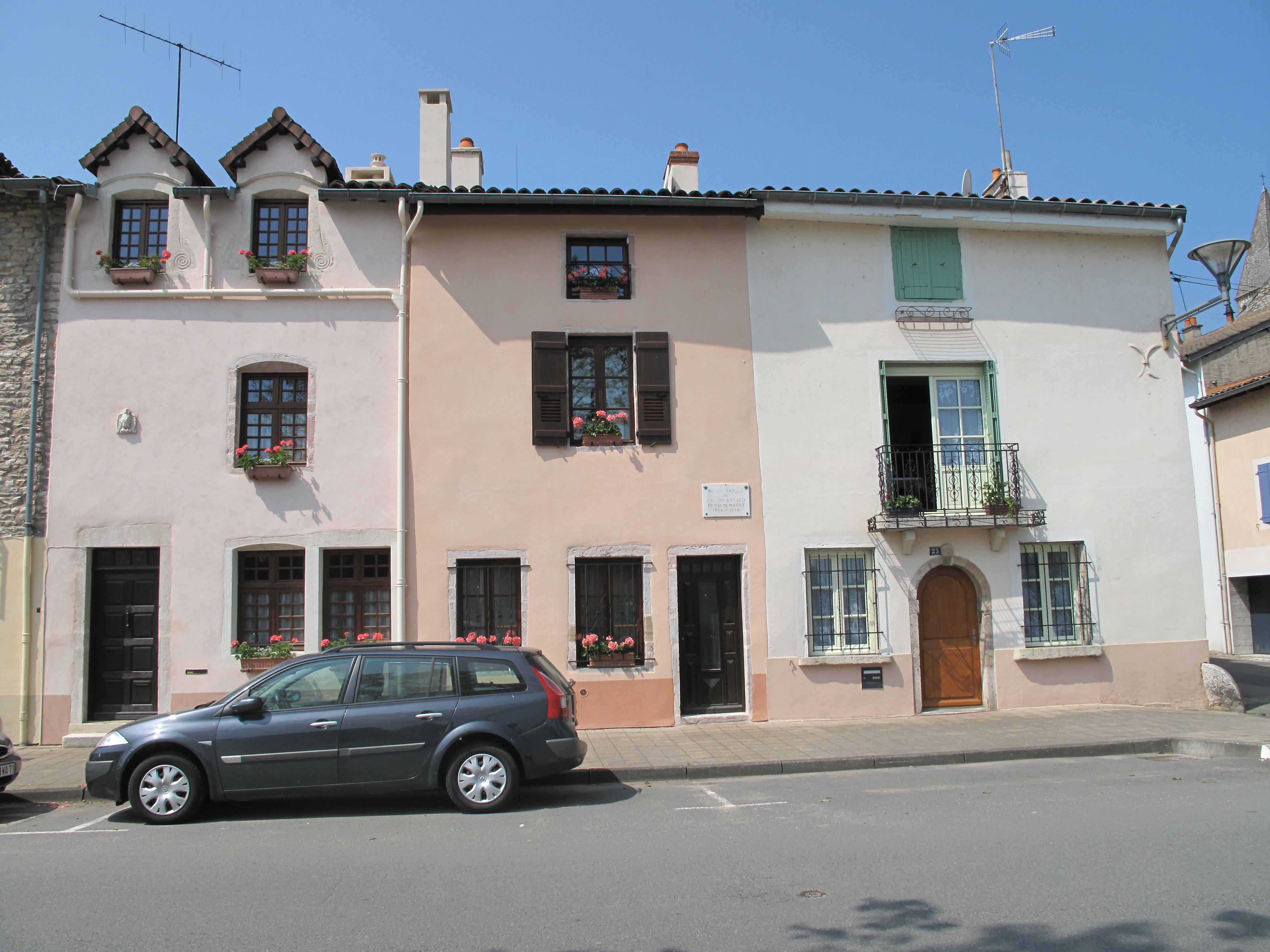
Maison natale à Tournus.

Simone Évrard (Madame Marat), née à Tournus, en Saône-et-Loire le 6 février 1764 et morte à Paris, rue de la Barillerie, le 24 février 1824, fut la femme de Jean-Paul Marat.

## Biographie
Simone Évrard vivait à Paris chez sa sœur, Catherine Évrard, dont le mari, Jean Antoine Corne, est typographe à L'Ami du peuple, journal de Jean-Paul Marat. Dans sa Réponse aux détracteurs de L'Ami du Peuple, la sœur de Marat, Albertine, décrit l'année 1791 comme une année particulièrement difficile pour son frère.
Simone intervient dans la vie de Marat à un moment où il a besoin de soutien à tous points de vue. Il est très isolé, même des patriotes, et sa situation est très précaire matériellement. Les connaissances que nous a apportées François Chèvremont sur la famille Évrard nous permettent de comprendre comment Simone a pu aider Marat à publier ses Placards d'août-septembre 1792 et reprendre son Journal fin septembre.
De nombreux témoignages du temps montrent que Simone était bien reconnue comme la femme de Marat, qui lui a signé, avant de devoir fuir un moment en Angleterre, une promesse de mariage, publiée dans le Journal de la Montagne. Une grande partie de la famille de Marat publiera dans ce même Journal, une lettre datée du 22 août 1793, où elle reconnaît Simone Évrard comme leur « sœur ».
Après l'assassinat de l'Ami du Peuple, Simone restera à Paris, vivant avec Albertine Marat, et veillant sur la mémoire de son amant. Elle entamera la publication des Œuvres politiques et patriotiques, mais les presses lui étant enlevées sous Thermidor, elle ne pourra faire paraître qu'un volume.
Simone Evrard décède en 1824, à 60 ans, d'une chute dans des escaliers.